# Catió
Catió – miasto w południowej Gwinei Bissau; stolica regionu Tombali.

## Miasta partnerskie
- Santa Maria da Feira